# Hazardzista, dziewczyna i zabójca
Hazardzista, dziewczyna i zabójca (ang. The Gambler, the Girl and the Gunslinger) – kanadyjski western komediowy z 2009 roku w reżyserii Anne Wheeler.

## Opis fabuły
Szuler Shea McCall (Dean Cain) wygrywa w pokera połowę wartościowej parceli. Druga część działki należy do kowboja BJ Stokera (James Tupper). Mimo wzajemnej niechęci jednoczą siły, by bronić ziemi przed bandytami.

## Obsada
- Dean Cain jako Shea McCall
- James Tupper jako BJ Stoker
- Allison Hossack jako Liz Calhoun
- Keith MacKechnie jako Cal Stoomey (jako Keith Mackechnie)
- Michael Eklund jako Red
- John DeSantis jako Mule (jako John Desantis)
- Teach Grant jako Joker
- Serge Houde jako Marshal
- Alejandro Abellan jako Diego

i inni